# Moonraker (film)
Moonraker (în engleză Moonraker) este un film SF de acțiune[*] regizat de Lewis Gilbert[*] după un scenariu de Christopher Wood[*]. În rolurile principale au interpretat actorii Roger Moore și Michael Lonsdale.
A fost produs de studiourile Eon Productions[*] și a avut premiera la 29 iunie 1979, fiind distribuit de InterCom[*]. Coloana sonoră a fost compusă de John Barry. 
Cheltuielile de producție s-au ridicat la 34.000.000 de dolari americani și a avut încasări de 210.300.000 de dolari americani.

## Rezumat
O navetă de tip Drax Industries, Moonraker, este deturnată și Bond are obligația de a investiga această problemă. Bond se întâlnește cu proprietarul companiei, Hugo Drax și unul dintre oamenii de știință ai companiei, Dr. Holly Goodhead. James Bond urmărește traseul spre Veneția, unde stabilește că Drax fabrică un gaz mortal care atacă terminațiile nervoase la oameni, dar este inofensiv pentru animale. Bond se întâlnește din nou cu Goodhead și află că este agent CIA. James Bond se îndreaptă spre Amazon în căutarea unei unități de cercetare a lui Drax, unde este capturat. El și Goodhead se prezintă ca piloți pe una dintre cele șase nave spațiale trimise de Drax într-o stație spațială ascunsă. Acolo, Bond descoperă că Drax intenționează să distrugă toată viața umană prin lansarea a cincizeci de bombe care conțin toxina în atmosfera Pământului. James Bond și Goodhead dezactivează jammer-ul de radar care ascunde stația de pe Pământ, iar SUA trimite un pluton de nave într-o navetă spațială militară. În timpul bătăliei, Bond îl omoară pe Drax, iar stația lui este distrusă.

## Distribuție
Au interpretat actorii:

Roger Moore
Michael Lonsdale
Lois Chiles[*]
Richard Kiel[*]
Bernard Lee[*]
Corinne Cléry[*]
Desmond Llewelyn[*]
Toshiro Suga[*]
Lois Maxwell[*]
Leila Shenna[*]
Geoffrey Keen[*]
Emily Bolton[*]
Blanche Ravalec[*]
Irka Bochenko[*]
Mike Marshall[*]
Jean-Pierre Castaldi[*]
Walter Gotell[*]
Claude Carliez[*]
Alfie Bass[*]
Benoît Ferreux[*]
Brian Keith
Catherine Serre[*]
Georges Beller[*]
Guy Delorme[*]
Patrick Floersheim[*]
Lewis Gilbert[*]
Marc Mazza[*]
Ken Adam[*]
Anne Lonnberg
Jean Rupert[*]
Michael G. Wilson[*]
Dominique Hulin[*]
Jean Tournier[*]
Marc Smith[*]
Arthur Howard[*]
Albert R. Broccoli[*]  .